# Guillaume Mahot
Guillaume Mahot est un prélat catholique français né vers 1630 à Argentan et mort le 4 juin 1684 au Viêt Nam.

## Biographie
Le 29 janvier 1680, Guillaume est nommé évêque titulaire de Bida (de)